# 자운고등학교
자운고등학교(紫雲高等學校)는 대한민국 서울특별시 도봉구 창동에 위치한 공립 고등학교이다.

## 학교 연혁
- 2002년 5월 27일 : 학교설립 인가 (36학급)
- 2004년 3월 1일 : 황화성 초대 교장 취임
- 2004년 3월 2일 : 제1회 입학식
- 2007년 2월 7일 : 제1회 졸업식 (총 394명 남 212명, 여 182명)
- 2016년 3월 2일 : 서울시교육청지정 연구시범학교 운영(질문이 있는 교실 활성화, ~2018.02.28)
- 2019년 3월 1일 : 제6대 이광진 교장 취임
- 2022년 2월 3일 : 제16회 졸업식 (누적 졸업생수 총 5,966명 남 3,219명, 여 2,747명)
- 2022년 3월 2일 : 제19회 입학 (총 211명 남 119명, 여 92명)

## 참고 자료
- 자운고등학교 - 한국교육학술정보원 학교알리미